# Natural Force
A Natural Force Bonnie Tyler második albuma, melyen hallható egyik legnagyobb világslágere, az It’s a Heartache.

## Az albumról
Bonnie Tyler egyik legsikeresebb albuma a hetvenes évekből, melyről az It's a Heartache című dala is származik. Amerikában It's a Heartache címmel jelent meg a nagylemez és arany minősítést ért el, Európában arany és platinalemezt vehetett át érte. Klasszikus country rock stílusú dalok hallhatók a lemezen Ronnie Scott és Steve Wolfe komponálásában. A lemezre felkerült még a (You Make me feel Like a) Natural Woman) című Aretha Franklin dal feldolgozása is. 
Az It's a Hearatche kislemez Európa szerte arany és platina minősítést ért el de Ausztráliában, Új-Zélandon és Dél-Afrikában is listavezető volt. Az Egyesült Államokban a kislemez és az album is aranylemez lett és 1 millió példány kelt el belőlük. A Natural Force album Amerikában It's a Heartache címmel jelent meg, bár a Jugoszláv Yugoton kiadó is ezt, az eredetitől eltérő borítóváltozattal adta ki Közép-Kelet Európában. Dél Amerikában pedig Es Una Peña címmel került forgalomba. 
A lemez második legsikeresebb slágere a Here Am I, ami Norvégiában a 4., Németországban pedig a 18. helyen szerepelt a toplistákon.
Az RCA kiadó LP és kazetta formátumban jelentette meg és csak 1991-ben került forgalomba CD lemezen is a Castle kiadó gondozásában. 2009-ben a brit Cherry Records jelentette meg digitálisan felújított változatban, bónusz dalokkal és exkluzív szövegkönyvvel.

## Dalok
| #  | Dalcím                    | Zeneszerző                 | Producer                    | Hossz |
| -- | ------------------------- | -------------------------- | --------------------------- | ----- |
| 1  | It’s a Heartache          | Ronnie Scott / Steve Wolfe | Ronnie Scott / Steve Wolfe  | 3:30  |
| 2  | Blame Me                  | Ronnie Scott / Steve Wolfe | Ronnie Scott / Steve Wolfe  | 4:05  |
| 3  | Living For The City       | Ronnie Scott / Steve Wolfe | Ronnie Scott / Steve Wolfe  | 3:48  |
| 4  | If I Sing You A Love Song | Ronnie Scott / Steve Wolfe | Ronnie Scott / Steve Wolfe  | 4:50  |
| 5  | Heaven                    | Ronnie Scott / Steve Wolfe | Ronnie Scott / Steve Wolfe] | 3:07  |
| 6  | Yesterday Dreams          | Ronnie Scott / Steve Wolfe | Ronnie Scott / Steve Wolfe  | 4:14  |
| 7  | Hey Love (It's A Feeling) | Ronnie Scott / Steve Wolfe | Ronnie Scott / Steve Wolfe  | 3:52  |
| 8  | A Natural Woman           | Ronnie Scott / Steve Wolfe | Ronnie Scott / Steve Wolfe  | 3:07  |
| 9  | Here Am I                 | Ronnie Scott / Steve Wolfe | Ronnie Scott / Steve Wolfe  | 3:51  |
| 10 | Baby Goodnight            | Ronnie Scott / Steve Wolfe | Ronnie Scott / Steve Wolfe  | 4:27  |

|    |                      | UK kiadás 2009 (Remastered) |                            |      |
| -- | -------------------- | --------------------------- | -------------------------- | ---- |
| 11 | Don't Stop The Music | Ronnie Scott / Steve Wolfe  | Ronnie Scott / Steve Wolfe | 3:52 |
| 12 | It's About Time      | Ronnie Scott / Steve Wolfe  | Ronnie Scott / Steve Wolfe | 3:50 |

## Kislemez

### It's a Heartache "7 single
| #   | Dalcím             | Zeneszerző                 | Producer                   | Hossz |
| --- | ------------------ | -------------------------- | -------------------------- | ----- |
| A/1 | It's A Heartache   | Ronnie Scott / Steve Wolfe | Ronnie Scott / Steve Wolfe | 5:08  |
| B/1 | My Guns Are Loaded | Ronnie Scott / Steve Wolfe | Ronnie Scott / Steve Wolfe | 3:15  |

### If I Sing You A Love song "7 single
| #   | Dalcím                    | Zeneszerző                 | Producer                   | Hossz |
| --- | ------------------------- | -------------------------- | -------------------------- | ----- |
| A/1 | If I Sing You A Love song | Ronnie Scott / Steve Wolfe | Ronnie Scott / Steve Wolfe | 5:08  |
| B/1 | Heaven                    | Ronnie Scott / Steve Wolfe | Ronnie Scott / Steve Wolfe | 3:15  |

### Hey Love "7 single
| #   | Dalcím          | Zeneszerző                 | Producer                   | Hossz |
| --- | --------------- | -------------------------- | -------------------------- | ----- |
| A/1 | Hey Love        | Ronnie Scott / Steve Wolfe | Ronnie Scott / Steve Wolfe | 5:08  |
| B/1 | It's About Time | Ronnie Scott / Steve Wolfe | Ronnie Scott / Steve Wolfe | 3:15  |

### Here Am I "7 single
| #   | Dalcím               | Zeneszerző                 | Producer                   | Hossz |
| --- | -------------------- | -------------------------- | -------------------------- | ----- |
| A/1 | Here Am I            | Ronnie Scott / Steve Wolfe | Ronnie Scott / Steve Wolfe | 5:08  |
| B/1 | Don't Stop The Music | Ronnie Scott / Steve Wolfe | Ronnie Scott / Steve Wolfe | 3:15  |

## Toplista
| Natural Force     | Csúcspozíció     |
| ----------------- | ---------------- |
| USA Country Chart | 2 (Aranylemez)   |
| Svédország        | 2 (Aranylemez)   |
| Norvégia          | 3 (Platinalemez) |
| USA Pop Album     | 16               |
| Franciaország     | 40               |

### It'a Hearatche
| 1977/78            | Legjobb helyezés |
| ------------------ | ---------------- |
| Franciaország      | 1                |
| Svédország         | 1                |
| Norvégia           | 1                |
| Ausztrália         | 1                |
| Új-Zéland          | 1                |
| Brazília           | 1                |
| Kanada             | 1                |
| Dél Afrika         | 2                |
| Németország        | 2                |
| Svájc              | 3                |
| Ausztria           | 3                |
| Hollandia          | 3                |
| US POP             | 3                |
| Írország           | 3                |
| UK                 | 4                |
| US Country Singles | 10               |

### Heaven
| 1977/78     | Legjobb helyezés |
| ----------- | ---------------- |
| Németország | 24               |

### Here Am I
| 1977/78     | Legjobb helyezés |
| ----------- | ---------------- |
| Norvégia    | 4                |
| Németország | 18               |